# Derrick
A Derrick közismert és népszerű nyugatnémet bűnügyi televíziós sorozat, amelyet a Telenova Film- und Fernsehproduktion koprodukcióban készített a ZDF, az ORF és az SRG tévécsatornákkal 1973 és 1997 között. A sorozatot hazájában 1974 és 1998 között sugározták először, a televíziós bűnügyi dráma-sorozat műfajában nem utolsó sorban közel 300 epizódja és állandó főszereplői miatt számos országban kivételesen kultikus helyet foglal el.
Magyarországon először a Magyar Televízió sugározta 1978-tól. Később a Duna, Duna II Autonómia (most: Duna World), Zemplén TV, Gyöngyösi VTV, Szekszárdi VTV, ATV, Alfa TV, Fehérvár TV, Szegedi VTV, Hálózat, D1, Sorozat+, M3, Jocky TV, Csaba TV csatornákon vetítették a sorozatot. 
A sorozat főszereplői Stephan Derrick (Horst Tappert) a müncheni rendőrség gyilkossági csoportjának (Mordkomission) főfelügyelője, állandó kollégája Harry Klein rendőrfelügyelő (Fritz Wepper), valamint gyakori segítője még Willi Berger felügyelő (Willy Schäfer). Feladatuk a Münchenben és környékén elkövetett gyilkosságok kinyomozása. Összesen három megoldatlan ügyük volt, mégpedig a 200., a 236. és a 250. epizódban. 
A Derrick sorozat főcímzenéjét John Leslie Humphreys, művésznevén Les Humphries brit szerző, a Les Humphries Singers énekegyüttes vezetője írta, Magyarországon Korda György énekelte Ha bűn, hogy várok rád címmel. Galla Miklós a zenére paródia dalszöveget adott elő.

## Történet
Mind a 281×60 percet a veterán forgatókönyvíró, Herbert Reinecker és Helmut Ringelmann producer készítették. A sorozat hatalmas népszerűségnek örvendett, és több mint 100 országban vetítették. Jóval az utolsó epizód vetítése előtt (1998. október 16.) kultuszsorozattá vált.
A sorozat nem a csökkenő nézettség miatt szakadt meg, hanem azért, mert Horst Tappert elérte azt a korhatárt, amit saját magának kijelölt.

## Szereplők
| Szerep                      | Színész       | Magyar hang                                                      | Magyar hang    |
| --------------------------- | ------------- | ---------------------------------------------------------------- | -------------- |
| Szerep                      | Színész       | Pannónia Filmstúdió Liget stúdió                                 | Viderent Kft.  |
| Stephan Derrick főfelügyelő | Horst Tappert | Szabó Ottó                                                       | Ujlaki Dénes   |
| Harry Klein                 | Fritz Wepper  | Gálvölgyi János                                                  | Besenczi Árpád |
| Willi Berger                | Willy Schäfer | Szersén Gyula (Pannónia Filmstúdió) Kajtár Róbert (Liget stúdió) | Rudas István   |
| Schröder                    | Günther Stoll | Dobránszky Zoltán                                                | Nagy Gábor     |

### Híres színészek
A kultikus sorozatban számos híres színész szerepel, közülük talán Klaus Maria Brandauer és Horst Buchholz a leghíresebb nemzetközi sztárok, de a magyar nézők több más, elsősorban népszerű televíziós munkákból ismert színészt is felismerhetnek (például Sissy Höfferer, Sascha Hehn, Klausjürgen Wussow...)
Rudas István később a Döglött aktákban John Stillman hadnagynak kölcsönözte a hangját, aki a philladelphiai gyilkossági csoport vezetője.

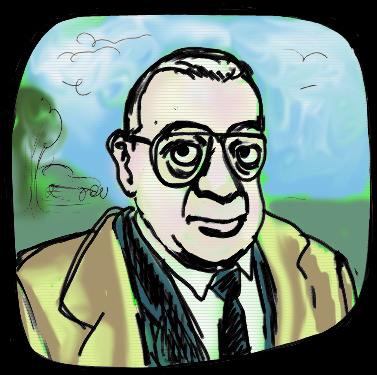
Horst Tappert Karikatúrája - Derrick megformálója, Stephan Derrick főfelügyelő
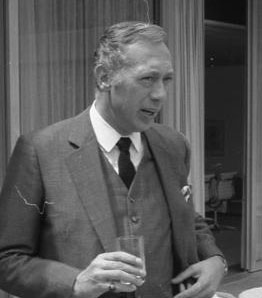
Horst Tappert 1971-ben
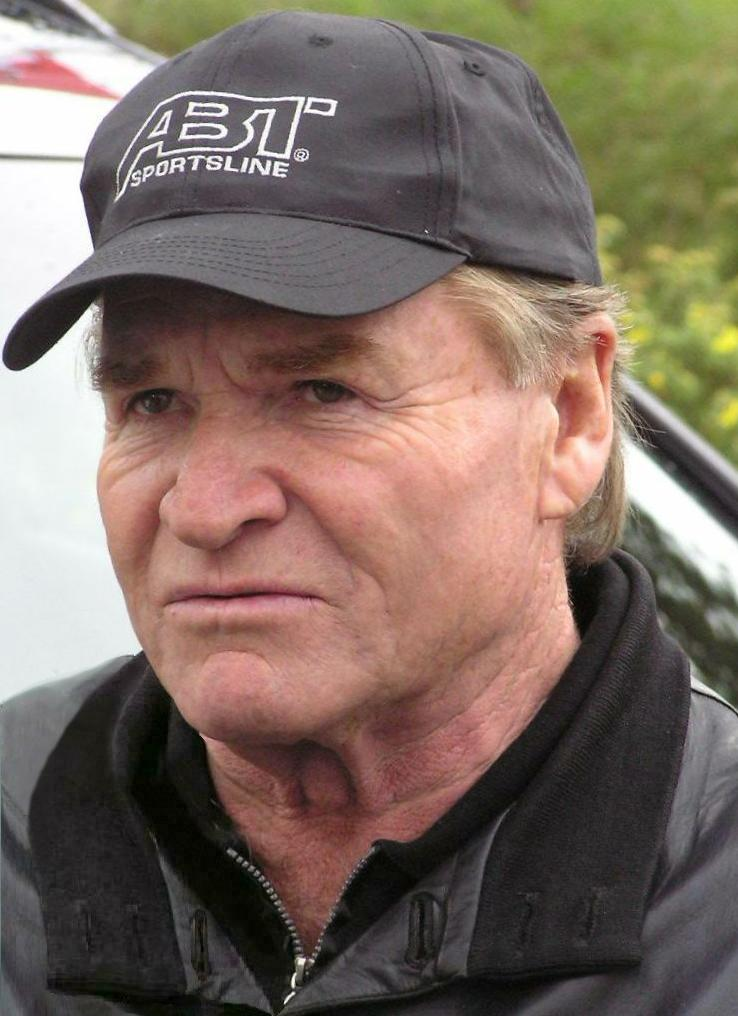
Fritz Wepper 2006-ban

## Epizódok
A Derrick c. bűnügyi filmsorozat 281 részes. A legtöbb epizódot (51 db) Theodor Grädler rendezte, de maga a főfelügyelőt alakító Horst Tappert is rendezett 11 epizódot. Ezek közül az elsőt a 13. évad végén. Az epizódok közül néhány rész a 90-es években a Televideo kiadó gondozásában VHS-en megjelent (akkor még csak a Szabó Ottóval készült szinkron állt rendelkezésre), valamint 80 részhez video CD formájában egy magyar bulvárlap mellékleteként lehetett hozzájutni. Ezek közül a 62-80. video CD-n Szabó Ottó kölcsönzi Derrick főfelügyelő hangját.

## A karakter
Derrick magas, szemüveges, aránylag tekintélyes fellépésű kopaszodó ősz főfelügyelő általában ballonkabátban. Derrick egyedül él, valaha házas volt (ezt például a Koldau utolsó útja című epizódból tudjuk meg), de van egy Ariane nevű hölgy (aki összesen 2 epizódban tűnik fel), akinek Derrick udvarol, s felveti, hogy feleségül venné, de Ariane bizonytalan Derrick folytonos elfoglaltságai miatt. Harry agglegény, de több hölgynél is próbálkozik (az egyikükkel az elmélyültebb kapcsolatot épp az aktuális gyilkossági ügy, a másikkal annak tragikus halála akadályozza meg). Azonban mindketten egyetértenek abban, hogy a nem épp szerencsés helyzetük a nőknél a mesterségüknek tudható be.
Derrick szeret autót vezetni, gyakorta fuvarozza a bűnügyek szereplőit, és közben elbeszélget velük, általában ásványvizet, teát, esetleg kávét iszik, alkoholt ritkábban, elsősorban csak akkor, ha a nyomozási helyzet éppen úgy kívánja: ez lehet sör vagy whiskey. Kedvenc étele a spagetti. Néha frappáns lélektani helyzeteket konstruál, így némileg alkotói hajlammal is meg van áldva. Habár szerénykedik, de rendkívüli művészi kvalitásai is vannak, különösen a zene terén. A 17. epizódban (A trombitás halála) egyenesen felsőfokú zeneművészi képességekről tesz tanúbizonyságot, amikor első látásra lezongorázik egy meglehetősen komplex dzsessz-számot, a magas szintű zenekultúra (Bachtól a XX. századig) áthatja az egész sorozatot. Rövid, jellegzetes tenyérélmozdulatokkal mond ki súlyos tételmondatokat komoly, átható tekintettel. Vonzódik a pszichológusnőkhöz. A 11. epizódban (Zálogház), amelyben Klaus Maria Brandauer is epizódszerepet játszik (a csábító) egy Renate nevű kedvese van (Johanna von Koczian).
Derrick és Harry nemcsak munkatársak, de közeli jóbarátok is. Harry felnéz kollégájára, bár bizonyos szempontokból eltérnek. Derrick egy külvárosi régies házban él, míg Harry otthona a belvárosban van és kifejezetten új, modern lakás, nincsenek benne antik bútorok.

## Érdekességek
- A sorozat előzményének az 1969 és 1976 között bemutatott A felügyelő (Der Kommissar) című sorozat tekinthető, ugyanis ebben tűnik fel először a Fritz Wepper által alakított Harry Klein nyomozó. Ennek a sorozatnak az írója is Herbert Reinecker volt, a producere meg szintén Helmut Ringelmann. Mivel azonban Fritz Wepper karakterét 1974-ben áthelyezték a Derrickbe, ezért a sorozatban helyét testvére, Elmar Wepper veszi át, aki Harry fivérét, Erwin Kleint alakítja (ez a váltás a 71. részben történik). Az MTV a '70-es évek derekán néhány részét sugározta ennek a sorozatnak is, és itt is Gálvölgyi János volt Wepper magyar hangja. A sorozat két epizódjában Horst Tappert is feltűnik, először egy alkoholistaként (21. rész), majd egy disco tulajdonosaként (60. rész).
- Fritz Wepper karakterét ebben a sorozatban eredetileg Kurth Schubertnek hívták volna, végül az alkotók úgy döntöttek, hogy a Felügyelő című sorozatból megismert Harry Klein karakterét helyezik át, így lett a Derrick a Felügyelő című sorozat spin-off-ja.
- A sorozat epizódjait eredetileg 90 percesre tervezték, ám végül a 60 perces változat mellett döntöttek.
- Elsőként az Éjféli busz című epizódot forgatták le 1973 nyarán, ami végül csak a 4. részként került bemutatásra, másfél évvel a forgatás után.
- A sorozat után szólássá vált, hogy „Harry, hozd a kocsit!” (bár ez a mondat a sorozatban sosem hangzik így el), ami minden esetben egy BMW volt, Derrick és Harry ugyanis mindig a márka valamelyik típusával járt, tekintve, hogy a BMW központja is Münchenben található. Az autókat azonban nem mindig Harry, hanem sokszor maga Derrick vezette, de olyankor rendszerint Harry nem volt vele. A sorozatban a korszakoknak megfelelő két 5-ös (E12, E28) és három 7-es (E23, E32, E38) típusú BMW-t használtak rendszeresen.
- Willy Schäfer először a 8. részben (A szökevény nyomában / Az erőszak jegyében) tűnik fel, mint Berger nyomozó, aki Derrick és Harry munkatársa, majd ezt követően a 10. részben (Hoffmann pokoljárása) láthatjuk ismét, mint Schultz nevű szemtanút, majd ezt követően a 12. részben (A salzburgi bőrönd / Egy koffer Salzburgból) tűnik fel ismét, mint Berger nyomozó. Ennek oka az volt, hogy a "Hoffmann pokoljárása" részt előbb forgatták le, viszont "A szökevény nyomában" / "Az erőszak jegyében" részt mutatták be hamarabb.
- A Berger nyomozót alakító Willy Schäfer a 36. részben Franz-ként nevezi magát, ez az egyetlen alkalom, később kollégái csak Bergernek szólítják, majd a 81. részben Fritz Wepper véletlenül Willi-nek szólítja, ezt követően a forgatókönyvírók hozzáigazították a nevét a szerepéhez, így onnantól már mindenki Willi-nek szólította.
- Ulf J. Soehmisch itt is rendőrorvost alakít, Dietler Eppler meg államügyészt, csakúgy mint Az Öreg című sorozatban, de az nem derül ki, hogy ugyanaz-e a neve a karaktereknek. Deietler Eppler a Két férfi, egy eset című sorozat 51. részében (Értéktelen alibi), valamint a Tetthely című sorozat 108. részében (Nem gyerekjáték!) szintén államügyészt alakít, de azokban sem említik a karakter nevét.
- A 281. részben Randolf Kronberg játszotta a müncheni rendőrkapitányt, csakúgy mint a Derrick pótlására készült Siska című sorozat 1. részében, de ő nála sem derül ki, hogy ugyanaz-e a karakter neve.
- Összesen 12 olyan epizód van, amiben Derrick használja a lőfegyverét, olyankor viszont bravúrosan.
- A Duna TV valamiért a 99. részből (Genovan át) 2 percnyi jelenetet, a 103. részből (A kis Ahrens) 5 percnyi jelenetet, a 108. részből (Doktor Römer, az év embere) kb. 3 percnyi jelenetet, a 110. részből (A csapda) 4 percnyi jelenetet, a 113. részből (Halálos kiút) 2 percnyi jelenetet, a 114. részből (Az út nem vezet Rómába) 2,5 percnyi jelenetet, a 118. részből (Egy vágy vége) kb. 3 percnyi jelenetet, a 238. részből (Arc az üveg mögött), valamint a 239. részből (A kulcs), és a 241. részből (Apa és lánya) kb. 3 percnyi jelenetet vágott ki, az MTV meg a 246. részből (Teázás gyilkossal) vágott ki 3 percnyi jelenetet. A ZDF a 107. részből (Rettegés az éjszakában) csinált egy 2,5 perccel rövidebb változatot, és a Duna TV is a vágott változatot sugározta. A ZDF a 109. részéből (A farmernadrágos lány) is csinált egy rövidített változatot, amiből kb. 3 percnyi jelenetet vágtak ki, többek között az epizód elején lévő kocsmajelenetet, és néhány olyan jelenetet, amiben a szereplők alkoholt fogyasztanak. A Duna TV is ehhez a rövidített változathoz készítette el a szinkront.
- A 19. részt (Elnémult madarak / Halott madár nem énekel) és a 20. részt (A sokk) Németországban az első adás után betiltották, mert a nézők túl durvának tartották, ezeket később már nem vetítették, csak DVD-n jelentek meg. Előbbi epizód érdekessége, hogy az egész sorozatban itt van a legtöbb halott, összesen öt. A ZDF vezetői emiatt úgy döntöttek, hogy a későbbi epizódokban nem lehet három halottnál több. Ezt az alkotók be is tartották, egészen a sorozat 1998-as befejezéséig.
- A Duna TV 2006 és 2010 között a 105., 106., 129., 130., 132., 133., 138., 140., 142., 143., 145., 198. , 213., 217., 223., 239., 241., 244. és 260. részhez is készített szinkront, de ezek valamiért eddig még egyszer sem kerültek adásba.
- A Magyar Televízió 1983-ban meghívta Horst Tappertet és Fritz Weppert a Főzőcske című műsorába, ahol a két színész az őket szinkronizáló Szabó Ottóval és Gálvölgyi Jánossal is találkozott.[1]
- A Magyar Televízió a 74. és a 139. részt is A szemtanú címmel mutatta be, a 74. részt később a Duna Televízió újraszinkronizálta, és az új szinkronnál az epizód a Yoroswski, a tanú címet kapta, ami az epizód eredeti német címének a magyar fordítása.
- A 148., 149., 150., 151. és 155. résznek mindkét szinkronváltozatában Szabó Ottó és Gálvölgyi János a két főszereplő hangja. A hazai rajongók számára némileg érthetetlen ez az újraszinkronizálás, mivel mindkét szinkronváltozatot az MTV mutatta be, ráadásul a 151. és 155. résznek az első szinkronját később a Sorozat+ is leadta.
- A 281. részben az ünnepségen a nézők közé beül Az Öreg (Der Alte) című sorozatból Leo Kress főfelügyelő (Rolf Schimpf) és munkatársai: Gerd Heymann (Michael Ande), Werner Riedmann (Markus Böttcher) és Axel Richter (Pierre Sanoussi-Bliss). Ennek egyik oka, hogy Az Öreg is Helmut Ringelmann producer munkája. Mivel azonban Magyarországon Az Öregnek csak a Siegfried Lowitz által alakított Köster felügyelővel készült részeit vetítették, így a magyar közönség nem érthette ennek a jelenetnek a lényegét.
- A sorozatban Christoph Waltz volt az egyetlen olyan színész, aki később Oscar-díjas lett.
- 2004-ben rajzfilm formájában egész estés paródia készült Derrick és Harry kalandjairól Hív a kötelesség! címen. A rajzfilm cselekményének a központjában egy őrült ember áll, aki meg akarja ölni az Eurovíziós dalfesztivál selejtezőjén a versenyzőket, hogy ő kaphassa meg a díjat. Derricknek és Harrynek őt kell elkapniuk. A karaktereknek Horst Tappert és Fritz Wepper kölcsönözte a hangját. A rajzfilmet idehaza a Derrick Club Hungary Facebook csoport mutatta be feliratosan.[2]
- A sorozatban háromszor fordult elő, hogy egy-egy színész kettős szerepet játszott az adott részben: Lilli Palmer a 2., Lisa Kreuzer a 47., Heinz Bennent pedig a 92. epizódban játszotta egy testvérpár mindkét tagját. Mindhárom alkalommal a testvérek egyik tagját meggyilkolták a film elején, s utána a testvér lépett a helyükre.
- A 12. részben (A salzburgi bőrönd / Egy koffer Salzburgból) feltűnik a Kurt Jaggberg által alakított Wirz nyomozó, aki a Tetthely című sorozatban Marek főfelügyelő munkatársa volt. Egy másik érdekesség, hogy a Derrick előzményében A felügyelő című sorozat 28. részében (Három halott Bécsbe utazik) maga Marek főfelügyelő (Fritz Eckhardt) is feltűnik.
- A 31. részben (Nyakán a hurok / Szorul a hurok) szerepel a Boney M. Daddy Cool című száma, amire az Irigy Hónaljmirigy a Derrick úr című paródiát adta elő.
- A 45. részben (Zongoraverseny / Zongorakoncert) a zongorista Liszt Ferenc híres Esz-dúr zongoraversenyét játssza.
- A 158. részben (A Goos-gyilkosság) a producer Helmuth Ringelmann mentora Martin Held is szerepet kapott, ő játszotta a konzult.
- A 161. rész (Néhány szép nap) egyik jelenetében egy MALÉV repülőgép landolását mutatják, aminek a történet szempontjából semmi jelentősége nincs, minden bizonnyal kellett egy landoló gépről felvétel, és pont a MALÉV gép jött.
- A 175. részben (A gyilkos hangja) a bankrabló-gyilkost játszó Ernst Hannawald a forgatás után néhány évvel valóban kirabolt egy bankot és egy postahivatalt, hogy tartozásait rendezze, amiért aztán öt évre börtönbe került. Szerencsére ezek a rablások nem társultak gyilkossággal.
- A 191. részben (Az érzések pusztulása) a Kodály Kamaraegyüttes plakátja látszik a falon.
- A 192. rész (Az igazság pillanata) egyik jelenetében az egyik szereplő a 182. részt (Egy furcsa nap falun) nézi a tévében.
- A 203. részben (Halál az udvaron) kb. a 18. percnél Stephan és Harry elkezdenek röhögni és poénkodni az írónőn. Ez eredetileg nem volt benne a forgatókönyvben, de az alkotóknak annyira megtetszett ez a baki, hogy aztán benne hagyták a filmben.
- A Magyar Televízió 1994-ben készített Rajnán innen, Dunán túl című ismeretterjesztő sorozatának 1. részében a Derrick 239. részének (A kulcs) forgatásáról mutatnak képeket, miközben Horst Tapperttel beszélgetnek. A jelenet másik érdekessége, hogy az említett Derrick epizódot eddig idehaza még egyetlen televíziós csatorna sem sugározta, annak ellenére, hogy a Duna TV megvágva ugyan, de készített hozzá szinkront, amit valamiért nem mutatott be.
- A 213. rész (Egy jéghideg fickó) egyik jelenetében az újság címlapján Tossner építkezéséről lehet olvasni, akit a 186. részben (Tossner vége) meggyilkolnak. Ez amiatt van, mert a 213. részt hamarabb forgatták le, mint a 186. részt, viszont a 213. részt valamiért csak két év késéssel mutatták be.
- A 259. részben (Lány a holdfényben) Sabine Spardel egy Gaby Herbst nevű személyt alakít, aki egy valóban létező színésznőnek a neve, és a Derrickben is játszott.
- A 281. befejező rész eredetileg a Doktor Traut címet viselte volna, témája pedig a boszniai népirtás volt, azonban Horst Tappert és Helmuth Ringelmanm nem támogatta ezt, így lett a jelenlegi Búcsúajándék befejező rész.
- A Frici, a vállalkozó szellem című magyar sorozat két epizódjába berakták Derrick és Harry magyar alteregóját mint Derék felügyelőt és Hári őrmestert. A karaktereket Körtvélyessy Zsolt és Szirtes Gábor játszotta.
- A Derrick Club Hungary Facebook csoport szerkesztőinek és segítőiknek köszönhetően bemutatásra kerültek feliratosan azok az epizódok, amiket idehaza még nem vetítettek, ezenkívül bemutattak vágatlanul olyan epizódokat is, amiket a hazai TV csatornák valamiért megvágva sugároztak (itt a hiányzó részeknél felirat került a párbeszédekhez), valamint feliratosan bemutattak olyan epizódokat, amiket ugyan sugároztak idehaza a televízióban, de a szinkronjukat még nem sikerült fellelni.

## Horst Tappert személye
A ZDF 2013 elején úgy határozott, hogy Tappert „náci múltja miatt” nem vetíti többet egy csatornáján sem a Derricket. (Tappertet a középiskola után besorozták a hadseregbe, amely a második világháború harcait vívta. A Waffen-SS tagja volt, kezdetben a légvédelemnél, majd 1943-tól a 3. Totenkopf SS-páncéloshadosztály 1. páncélgránátos ezredében szolgált. Később szovjet hadifogságba esett.) 
Ez nem egyenlő a betiltással, ugyanis a ZDF saját webboltján továbbra is árulja a sorozatot DVD-n, és az internetes videótárában is elérhetővé tette, továbbá egyéb német kereskedelmi csatornák, és külföldi csatornák számára is lehetővé tette a sorozat vetítési jogainak megvásárlását, és ezek a csatornák élnek is ezzel a lehetőséggel.